# Domaine d'Artois
Pour les articles homonymes, voir Artois (homonymie).
Le domaine d'Artois est un ensemble de bâtiments réunis autour d'un château, situé à cheval sur les communes de Talensac et de Mordelles en Ille-et-Vilaine. 

## Historique
Le domaine est construit dans la deuxième moitié du XVIIe siècle. 
Il est répertorié à l'inventaire général du patrimoine culturel et inscrit aux monuments historiques le 21 mai 2014.

## Description
Le domaine se compose d'un logis, d'une chapelle consacrée à sainte Christine, d'un ancien moulin et d'une aile de communs. L'ensemble est bâti sur à proximité d'une ancienne motte castrale. Une orangerie est ajoutée fin XVIIIe siècle / début XIXe siècle. À noter, ses boiseries, plafonds, cheminées.
L'ensemble des bâtiments constitue un domaine rural très homogène, appartenant à la typologie des demeures des parlementaires rennais. Le château dispose d'une terrasse entourée de douves, au-delà duquel se trouve un tapis vert. Il remplace un manoir qui se trouvait peut-être auparavant à la place du bâtiment des communs.